# Julijonas
Julijonas ist ein litauischer  männlicher Vorname.

## Herkunft
Julijonas ist eine litauische Variante des Namens Julian. 

## Namensträger
- Julijonas Krimeris (* 1932), Schachspieler
- Julijonas Steponavičius (1911–1991),  römisch-katholischer Erzbischof

Zwischenname
- Antanas Julijonas Gravrogkas (1880–1958), Ingenieur und Politiker, Bürgermeister von Kaunas